# 415
Năm 415 là một năm trong lịch Julius.